# Mayriella abstinens
Mayriella abstinens är en myrart som beskrevs av Auguste-Henri Forel 1902. Mayriella abstinens ingår i släktet Mayriella och familjen myror. Inga underarter finns listade i Catalogue of Life.

## Bildgalleri

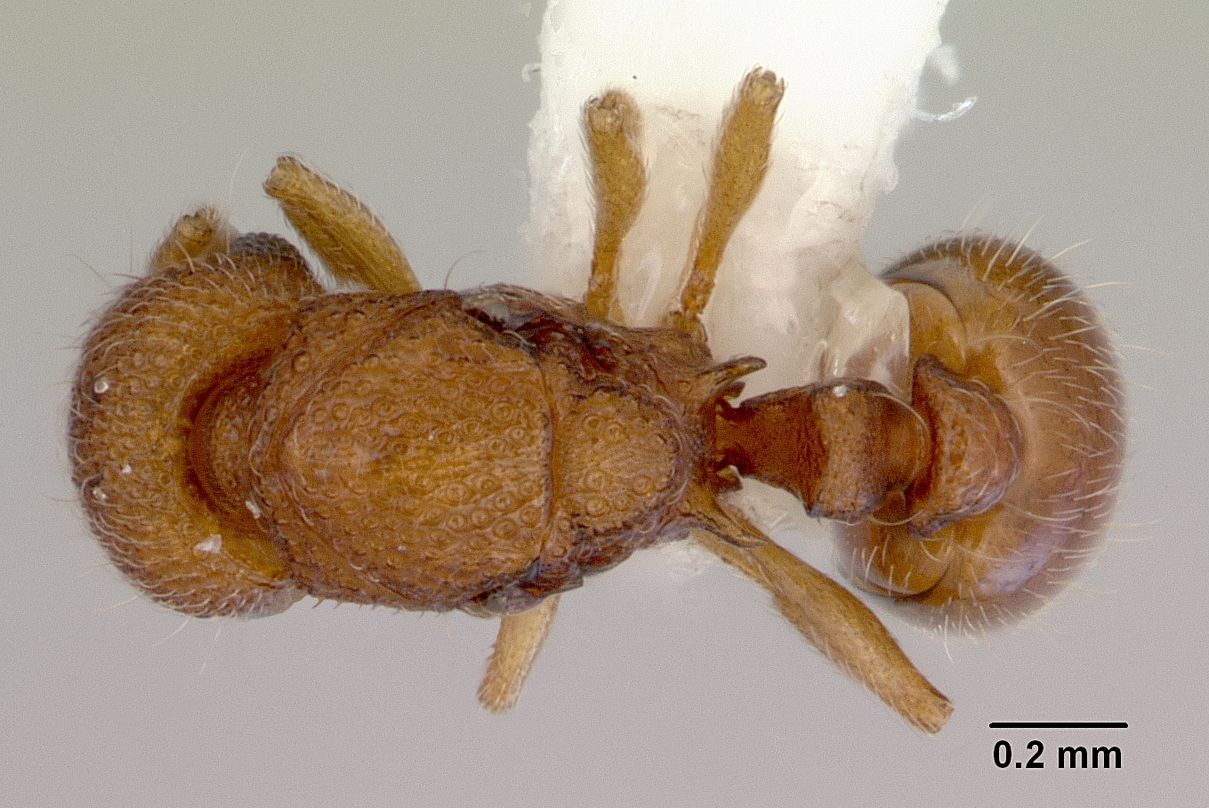
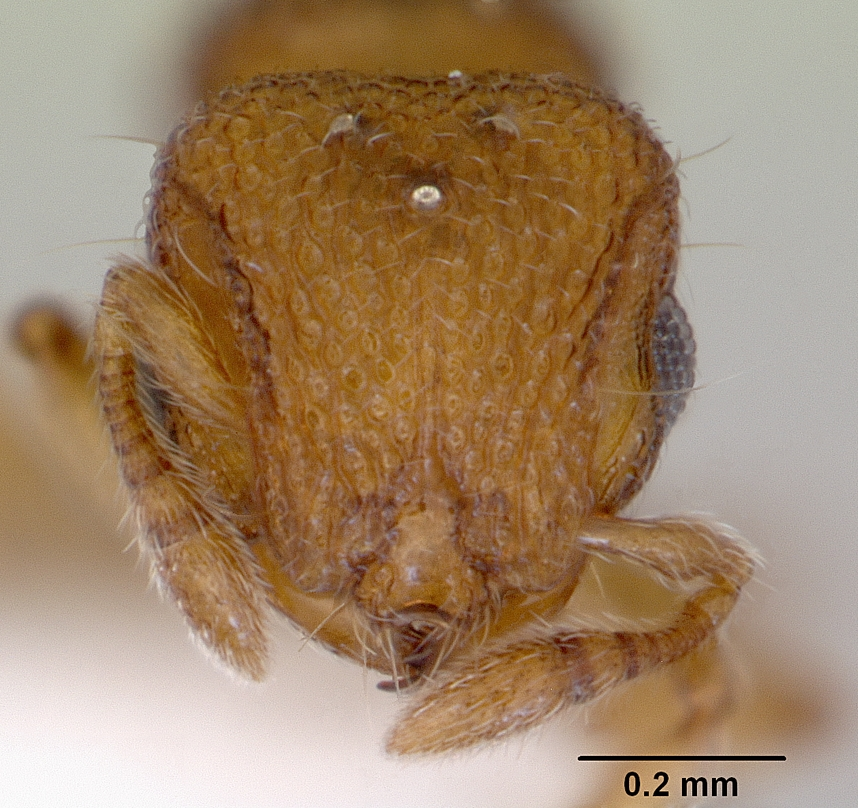
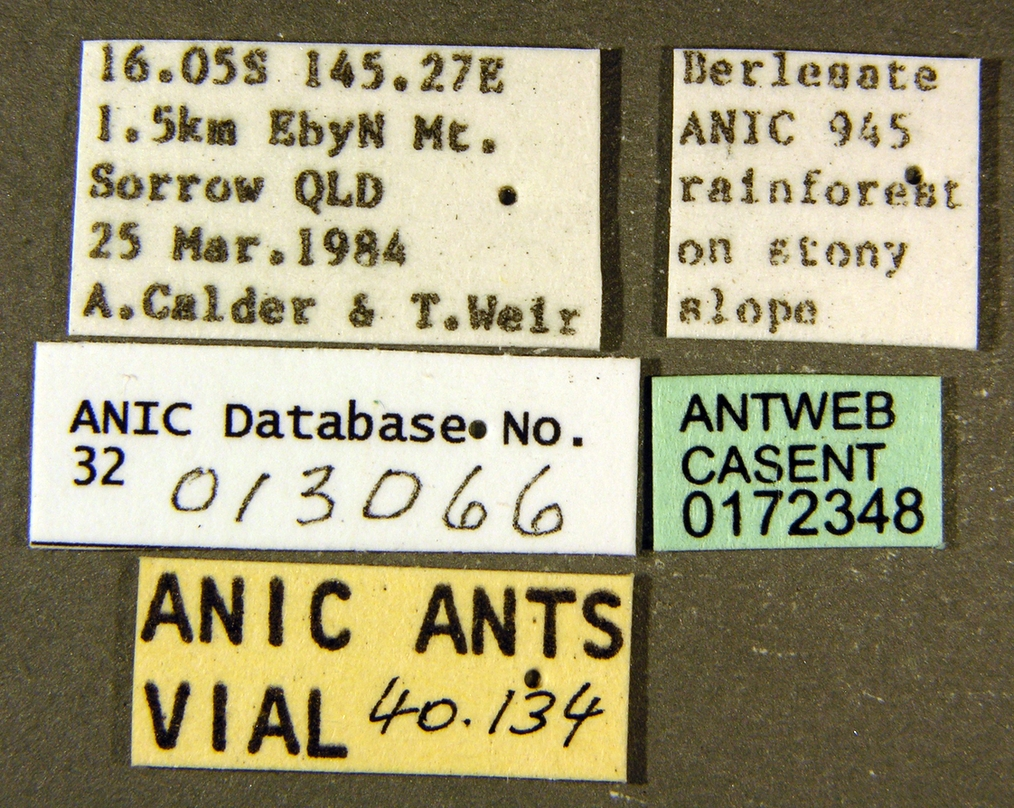
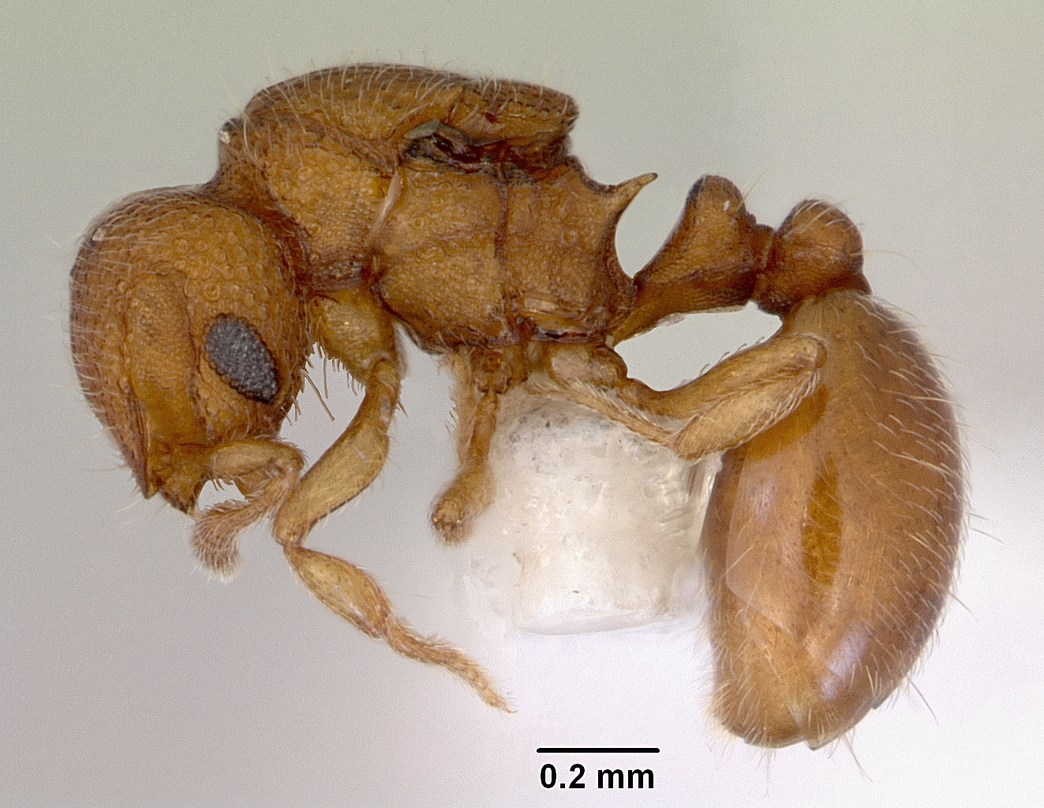
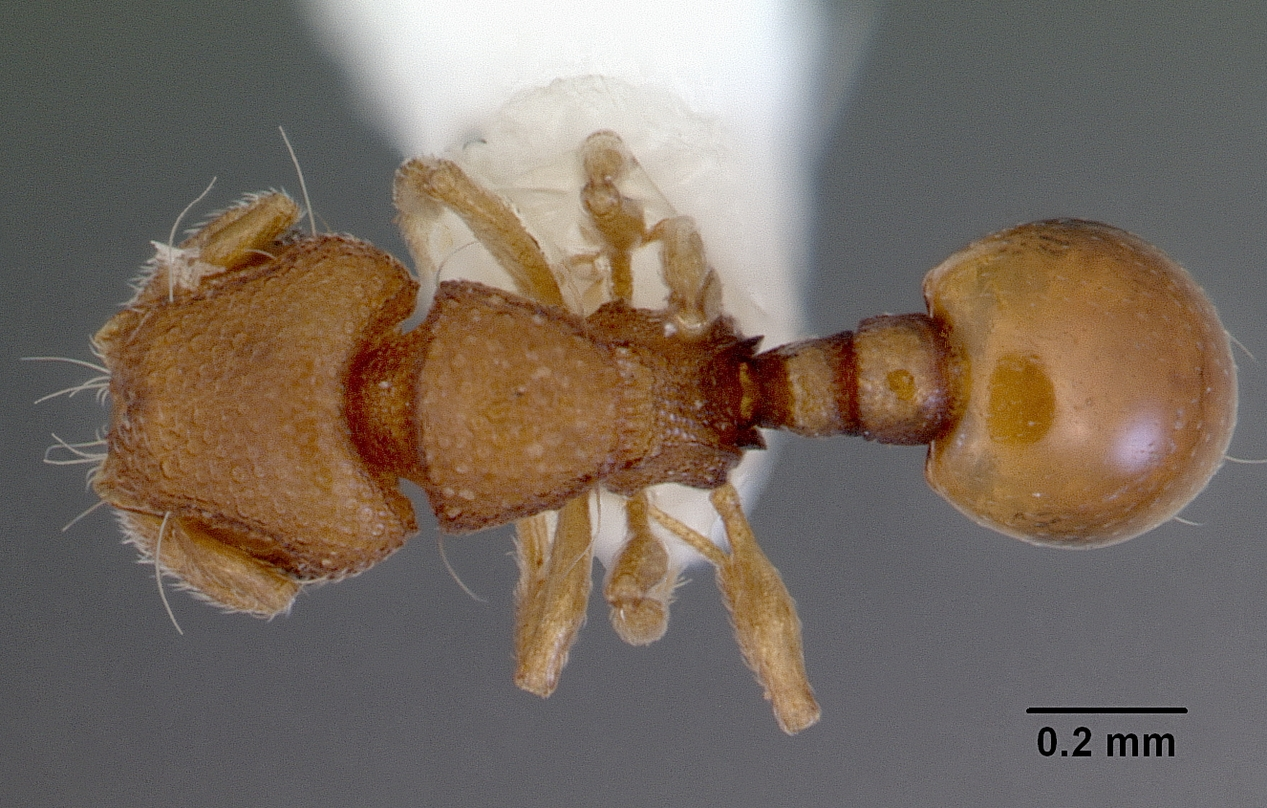
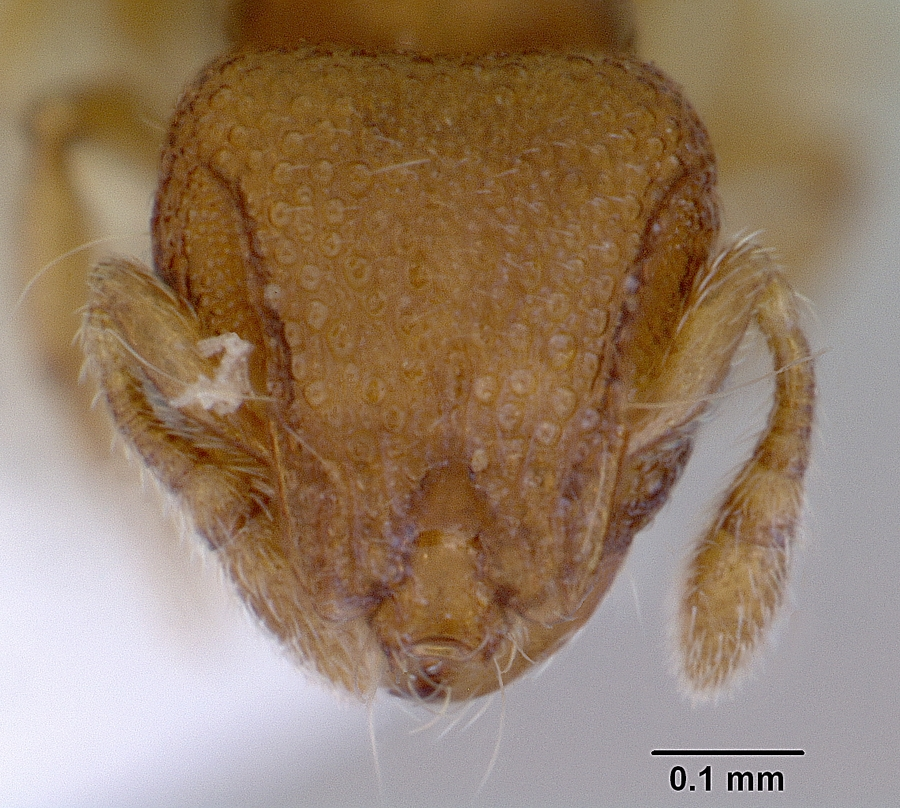